# Guacamaya (planta)
Guacamaya es un género monotípico de plantas herbáceas perteneciente a la familia de las rapatáceas. Su única especie: Guacamaya superba Maguire, Mem. New York Bot. Gard. 10(1): 36 (1958), es originaria de los Llanos entre Colombia y Venezuela.

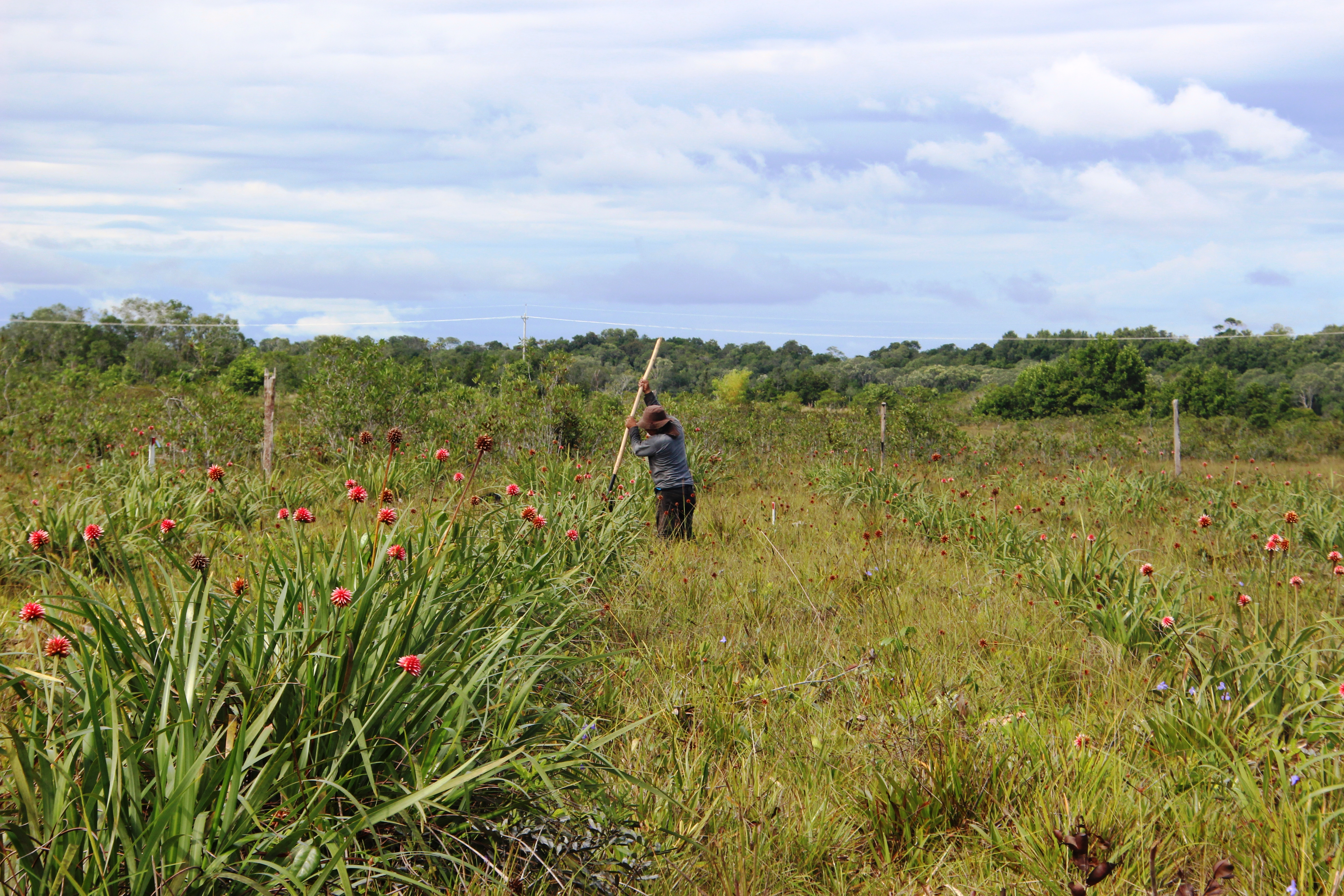
Plantación de G. superba en el Departamento de Guainía (Colombia)